# Microcosmus stoloniferus
Microcosmus stoloniferus är en sjöpungsart som beskrevs av Kott 1952. Microcosmus stoloniferus ingår i släktet Microcosmus och familjen lädermantlade sjöpungar. Inga underarter finns listade i Catalogue of Life.